# سایه سفید (فیلم)
سایه سفید (انگلیسی: The White Shadow)  فیلمی صامت به کارگردانی گراهام کاتز محصول سال ۱۹۲۳ میلادی است. بتی کامپسن، کلیو بروک، هنری ویکتور و ای. بی. ایمسون از بازیگران این فیلم بوده‌اند.
تا مدت‌ها گمان می‌شد این فیلم یک فیلم گمشده است تا اینکه در سال ۲۰۱۱، ۳ حلقه از نیمه اول این فیلم پیدا شد (ظاهرا فیلم ۶ حلقه داشته) اما همچنان از نیمه دوم فیلم نسخه‌ای در دست نیست.